# マッケンジー法
マッケンジー法(マッケンジーほう)とは、腰痛や首の痛み、手足の痛み等に対する理学療法システムのひとつ。ニュージーランドの理学療法士、ロビン・マッケンジーが1950年代に考案。患者の反応を取り入れる療法マネージメントは信頼性も高く、世界中で広く活用されている。

## 概要
1956年にマッケンジーが理学療法士として受け持ったある腰痛患者の言動がきっかけで、マッケンジー法は誕生した。「腰痛を訴える患者にマッケンジーは3週間の治療を試みたが改善せず、患者は腰を後ろに曲げられなかった。ある日、ベッド角度調整の不注意から、その腰痛患者は最もダメージを受けるだろう背中を後ろにのけ反らせたうつ伏せの姿勢のまま、5分近く私の診察を待っていた。ところがその患者は、おかげで調子が過去最高に良くなり、腰から下の痛みが無くなったと言う。腰の動く範囲も著しく改善していた。次の治療でも彼に数分間同じ姿勢を取らせたところ、彼の腰痛はほぼ完治するまでに改善した。」
この体験を元に、マッケンジーは機械的な診断も重視しながら、患者にとって良い反応が見られる運動や施術を集中的に行い、悪い反応を示すものは基本的に取りやめる、というシステムを考案した。患者の訴える痛みは症状も原因もさまざまであろうから、対応療法も各患者の反応をダイレクトに取り入れて、良い反応が見られるものを中心に行うべきである、というのがマッケンジー法の方針である。
具体的には、評価、分類、マネージメント、予防という４つのステップで行われる。中でも問診および反復運動検査を基にした、患者の評価と分類のステップが重視される。その後は、患者にとって良い反応が示される処置を重点的に行い、患者自らが痛みの緩和なり再発防止ができるよう予防エクササイズを提示する（予防による患者主体の自己管理もマッケンジー法の特徴の一つである）。確固たる原則や基準に基づき、初回の検査から再発の予防対策に至るまでを含んだ、包括的な健康回復・維持のシステムであり、世界中で広く活用されている健康回復のための自己管理方法とされている。
マッケンジー法を正しく促進、啓蒙する組織として、ニュージーランド政府に登録されている国際マッケンジー協会があり、世界28か国に支部を持つ。同協会の講習と修了試験を経なければ、マッケンジー法の認定セラピストにはなれない。国内では、埼玉県富士見市に国際マッケンジー協会日本支部が置かれている。

## 効果に関する研究
マッケンジー法の療法マネージメントに対する信頼性は、国際的にも評価されているが、それは必ずしも治療効果の高さを意味するものではない。
2006年の臨床試験分析によると、マッケンジー法を用いた治療は急性腰痛に対して幾分か有効であるが、慢性の腰痛では効果が限定的であることが示されている。また同時に、他の療法との比較において、マッケンジー法の効果の差は臨床的に有意な価値があるほどではなかった、とも指摘されている。
マッケンジー法の効果は、年齢によって差があることが2014年の調査で示唆されている。1ヵ月間のマッケンジー法導入で、短期間で良い反応が見られると分類された慢性腰痛患者140人のデータを調べたところ、若年者よりも高齢者のほうで高い効果を得られる結果となった。このことから、慢性腰痛でマッケンジー法を受ける場合には「患者の年齢が高いほど大きな効果が得られる可能性がある」とのレポートが、米国理学療法協会の学会誌『フィジカル・セラピー』に掲載された。

## 関連書籍
- ロビン・マッケンジー「自分で治せる! 腰痛改善マニュアル」実業之日本社、2009年8月28日、 銅冶 英雄 (翻訳), 岩貞 吉寛 (翻訳) ISBN 978-4408452319